# 保全遺伝学
保全遺伝学(ほぜんいでんがく、Conservation genetics )とは、遺伝学的手法を生物多様性の保全、および修復に活用することを目的とした学際的研究分野である。保全遺伝学に関わる研究者の専攻分野は、集団遺伝学、分子生態学、分子生物学、進化生物学、系統学と様々である。
遺伝的多様性は、生物多様性を構成する3つの基礎水準の一つであり、生物多様性の保全において直接的に重要である。また、その他の遺伝的要因も同様に、種多様性、生態系多様性の保全において重要である。
例えば、集団の遺伝的状態の変化のしやすさ(Genetic variability) の減少は、近親交配が起こる可能性を高め、適応度の減少につながる。このように集団の遺伝的状態は、集団の健康全般にかかわる問題である。
この分野で重要なことは、保全生物学と共通しており、保全の決定は科学の範疇を超えた多くの要因によってなされるということである。つまり最大の課題は、社会的、文化的、政治的論点が絡み合う中で、遺伝学上の知見を生物保全決定にどう貢献させるかということである[1]。